# Antti Buri
Antti Buri (Turku, 2 dicembre 1988) è un pilota automobilistico finlandese.
Vincitore del campionato italiano auto turismo TCR Italy Touring Car Championship nel 2021.